# Beretta ARX 160
L'ARX 160 è un fucile d'assalto italiano camerato per il calibro 5,56 × 45 mm NATO, sviluppato e prodotto dalla Beretta.

## Storia
L'arma fa parte del complesso sistema Soldato Futuro in corso di sviluppo per l'Esercito Italiano di cui costituisce il sistema letalità, ovvero l'arma d'assalto.
Il progetto partì come evoluzione dei Beretta AR 70/90 e Beretta SC 70/90 ed inizialmente era presentato come semplice aggiornamento dei materiali costruttivi e aggiunta di piccoli accorgimenti al Beretta AR 70/90; si passò quindi ad un successivo prototipo più elaborato, che introduceva un calcio non ripiegabile ma regolabile in lunghezza e la manetta d'armamento in posizione superiore anteriore, caratteristica tuttavia non comoda durante l'uso; successivi sviluppi portarono all'arma definitiva che è attualmente in fase di produzione per sostituire il suo predecessore AR 70/90 in tutte e tre le sue versioni.

## Utilizzo
L'Esercito Italiano ha ordinato un primo lotto di 800 armi nel 2008 per le sperimentazioni sul campo in Afghanistan, a cui hanno fatto seguito gli ordini di 11 500 esemplari nell'anno 2010 e 10 000 nel 2012. Alcune centinaia di unità sono state acquistate anche dagli incursori della Marina Militare Italiana (con consegna prevista dopo la seconda metà/fine 2012, per testarle sul campo e in addestramento all'uso dell'arma) e dell'Aeronautica Militare Italiana (con consegna prevista nel 2013).
Il primo cliente estero sono state le forze speciali albanesi, che hanno acquistato 100 esemplari. È stato acquistato inoltre da alcuni dipartimenti della Polizia Messicana. L'Esercito del Turkmenistan nel 2011 ha acquistato un primo lotto di 1 680 esemplari di ARX 160, corredati di 150 lanciagranate GLX 160 e 2 milioni di cartucce.

## Tecnica

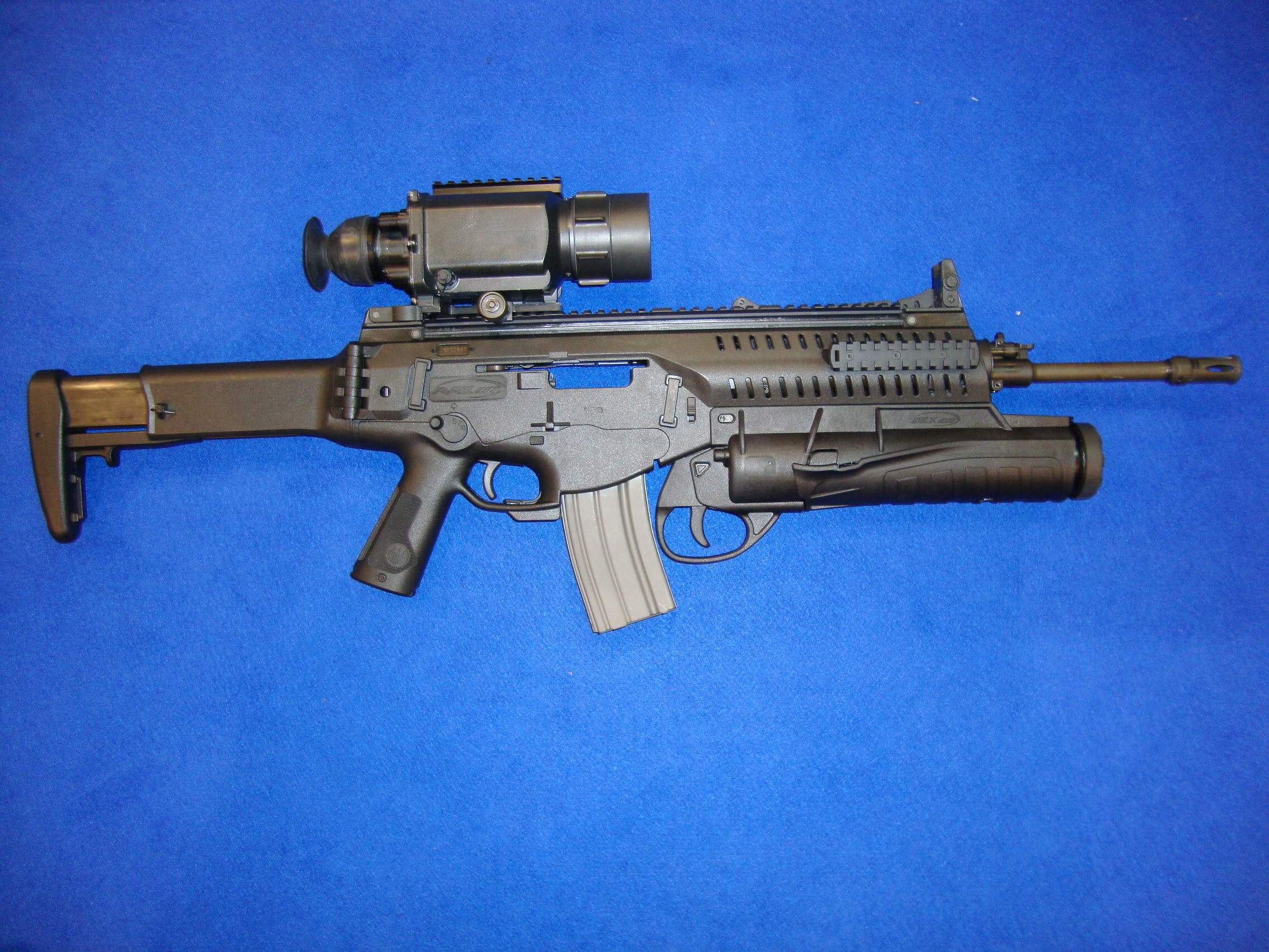
Beretta ARX 160 con lanciagranate GLX 160

I tecnopolimeri costituiscono il materiale maggiormente usato per la struttura dell'arma; anche se Beretta ha usato una slitta Picatinny in alluminio posta superiormente all'arma per tutta la sua lunghezza, per aumentarne la robustezza. Questo uso esteso dei polimeri può essere considerato come il frutto delle ultime realizzazioni in casa Beretta, ovvero Cx4, Px4 e Rx4. Tutto ciò ha permesso una sensibile riduzione della massa dell'arma che può essere stimata, in mancanza di dati ufficiali, sui 3 kg, peso variabile anche in funzione della canna.
Strettamente collegato all'arma è il lanciagranate da 40 mm GLX 160. Il fucile può montare la baionetta italiana Extrema Ratio Fulcrum Bayonet E.I.
Elemento innovativo è il sistema di cambio rapido della canna; per tale motivo è difficile parlare di lunghezza totale dell'arma, dato che è possibile cambiarne la canna in pochi secondi.
Altri produttori hanno introdotto la possibilità di cambiare la canna in poco tempo, ma sempre usando attrezzi specifici e non proprio immediati; Beretta permette invece il cambio della canna senza l'uso di attrezzi, solo premendo due pulsanti. Sono previste al momento canne da 10, 12, 16 e 20 pollici, che offrono un'ampia gamma di uso.
Una delle novità principali è la possibilità di rendere l'arma ambidestra direttamente durante il suo impiego sul campo in modo semplice, ruotando di 180 gradi la manetta d'armamento. L'arma dispone di finestre di espulsione dei bossoli e per la manetta di armamento su entrambi i lati: il sistema a doppio estrattore/nessun espulsore consente, tramite un traversino posizionato vicino al cardine del calciolo pieghevole, di invertire l'espulsione dei bossoli dal lato destro al lato sinistro.
È stata anche annunciata la possibilità di cambio “rapido” di calibro sostituendo canna, semicastello inferiore, otturatore e caricatore: i calibri previsti, in aggiunta al 5,56 × 45 mm NATO, sono il 7,62 × 39 mm (cartuccia di armi quale l'AK-47) e lo 6,8 mm Remington SPC (o 6,8 × 43 mm).
È stata anche studiata la possibilità di impiego del 5,45 × 39 mm (cartuccia di armi quale l'AK-74 russo).
È anche in produzione una versione in modalità fucile da battaglia, l'ARX 200, camerato in 7,62 × 51 mm NATO.

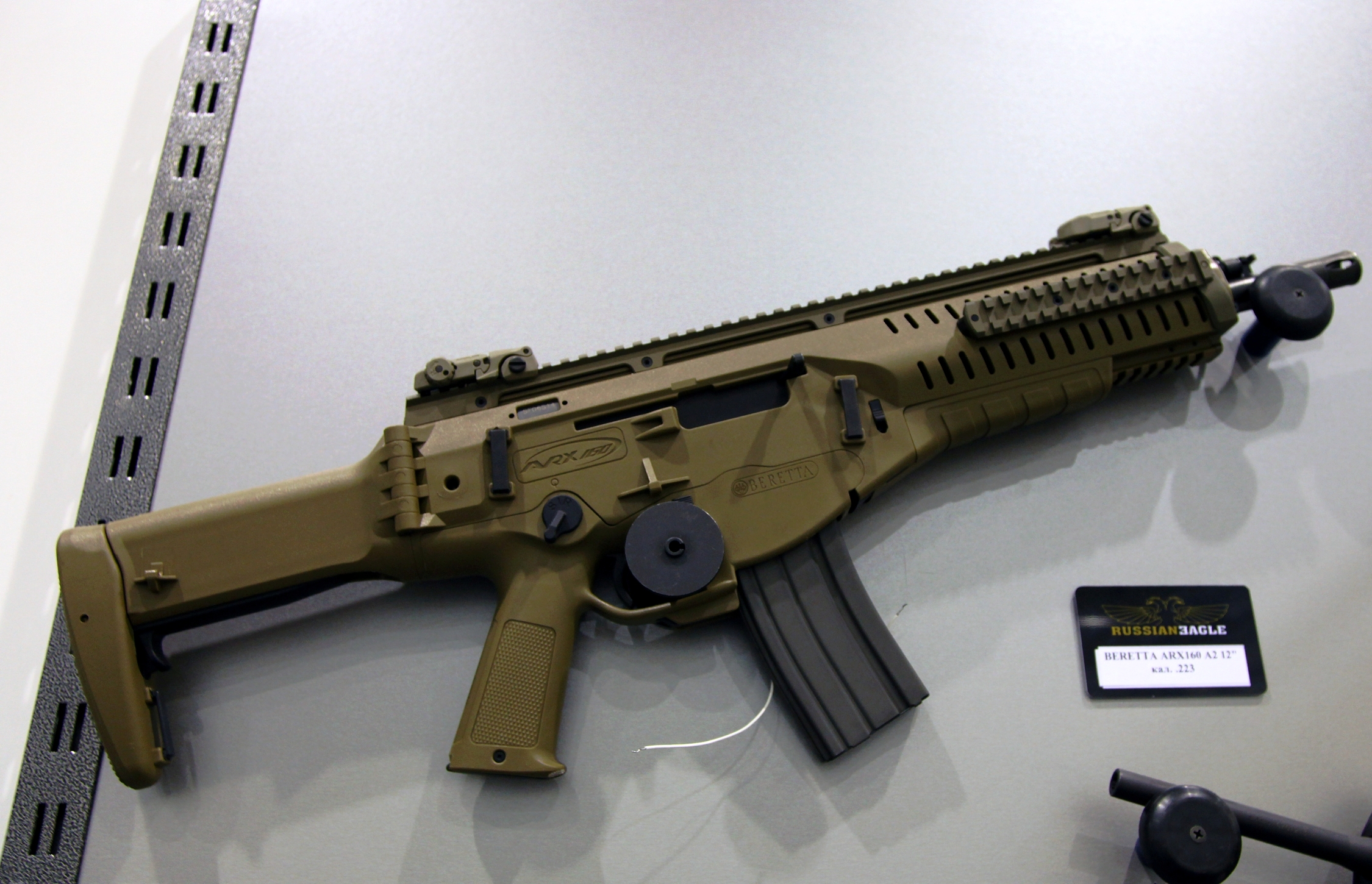
Versione ARX 160 A2 con canna da 12 pollici

## Versioni

### A1
È la versione standard.

### A2 per forze speciali
Per soddisfare le esigenze delle forze speciali è stata sviluppata - in collaborazione con il 9º Reggimento d'assalto paracadutisti "Col Moschin" e i Ranger del 4º Reggimento Alpini Paracadutisti dell'Esercito Italiano - la versione A2, che si discosta da quella standard per il calcio accorciato ulteriormente ma sempre ripiegabile e regolabile come estensione, per la canna da 12 pollici (prevista anche per la versione standard come lunghezza) con manicotto ceramico per dissipare meglio il calore dell'arma; inoltre il selettore di tiro è più rapido da usare, non sono previste mire fisse ma solo mire rimovibili della Troy industries, le slitte anteriori laterali sono state allungate; è stato infine realizzato un accessorio, da inserire inferiormente nell'alloggiamento proprietario Beretta usato per il GLX 160, che permette di avere un rail molto più lungo e che potrà essere usato per sviluppare ulteriori accessori.
Ora sono previsti altri colori: nero, oliva, deserto e flat dark earth.
Benché siano state studiate soluzioni per migliorare il tiro automatico prolungato, il limite rimane a 7 caricatori da 30 colpi in successione a raffica. L'ergonomia è migliorata dalla nuova calciatura, imposta sia dalle nuove tecniche di tiro istintivo sia per evitare che con le protezioni antiproiettile del tiratore l'arma sia difficile da imbracciare.
Un'ulteriore differenza è il rompifiamma anteriore, ora progettato per non far rilevare la posizione del tiratore sollevando polvere, realizzato con sfiati solo su 210°, mentre la parte inferiore è priva di fori. La soluzione è molto elaborata ma robusta e permette raffiche senza che l'arma si impenni eccessivamente.
Tutte queste modifiche hanno portato ad un leggero aumento di peso (3,3 kg).

### A3
Ultima versione dell'ARX 160. Oltre alla canna standard da 16 pollici può montare anche la canna da 14, 11 o 9,5 pollici; può montare un silenziatore/soppressore, migliorato il sistema telescopico e snellito il calcio. Effettua il tiro consecutivo di 13 caricatori, come nella versione A2.

### 200
Una versione da fucile da battaglia è l'ARX 200, camerato in 7,62 × 51 mm NATO.

## Utilizzatori
- Utilizzato dalla BOS e RENEA.[6][7]
- Esercito Italiano, Aeronautica Militare, Marina Militare, Guardia di Finanza, Arma dei Carabinieri (versione ARX-160A3 per API, SOS e i reggimenti Tuscania, Squadrone Eliportato Carabinieri Cacciatori, Friuli-Venezia Giulia e Trentino-Alto Adige[8]).
- Policía Federal (Messico).[6]
- Policia Militar do Estado de San Paulo[9]
- Esercito del Turkmenistan.[10]
- (SSU Sindh - Special Security Unit) - Forze Speciali della Polizia del Pakistan[11]
- Reale esercito del Bahrain[12]
- Esercito Egiziano[13]
- Esercito Kazako[14]
- ARX-200 per sostituire il FN FAL dal 2019 o 2020.[15]
- ARX-160A2 in 5,56 × 45 mm NATO dai Peshmerga dal 2017.[16]
- In ordine per la Polizia penitenziaria.[17]
- Al DIMDEX 2018, la Barzan Holding ha siglato un accordo con Beretta per una joint venture per la produzione locale di 30.000 ARX-160 e di un numero imprecisato di ARX-200 per le Qatar Armed Forces.[18][19]
- Forțele Terestre Române hanno scelto l'ARX-160A3 per rimpiazzare il vecchio AKM. La produzione inizia nell'autunno 2019 presso le officine "Uzina Plopeni".[20]
- Royal Thai Police SWAT Team (Arintaraj 26) dal 2017.[21]

## Apparizioni nei videogiochi
L'ARX 160 appare nella saga di Call of Duty in diversi suoi capitoli:
- Call of Duty: Ghosts
- Call of Duty: Advanced Warfare
- Call of Duty: Infinite Warfare con il nome di OSA
- Call of Duty: Modern Warfare III con il nome di SOA Subverter

Lo si può incontrare anche tra le braccia dell'Operatrice olandese "Iana" e dell'operatrice marocchina "Nomad" all'interno di Tom Clancy's Rainbow Six: Siege, nella sua variante ARX 200.
Appare anche in Battlefield 4(2013): aggiunta nel DLC "Naval Strike" come "AR-160", Uncharted 4: Fine di un ladro, Hitman: Absolution: presente come "ARZ 160", Tom Clancy's Splinter Cell: Blacklist.